# Miłek złocisty
Miłek złocisty (Adonis chrysocyathus) – gatunek rośliny z rodziny jaskrowatych (Ranunculaceae), rosnący jedynie w wysokich partiach gór Tienszan. Działanie i zastosowanie lecznicze takie samo jak miłek wiosenny (przejawia najsilniejsze działanie z wszystkich gatunków miłka).